# Ciemino, West Pomeranian Voivodeship
Ciemino [t͡ɕeˈminɔ] (tiếng Đức: Groß Zemmin) là một ngôi làng thuộc khu hành chính của Gmina Borne Sulinowo, thuộc hạt Szczecinek, West Pomeranian Voivodeship, ở phía tây bắc Ba Lan.